# ايثاكا (نيويورك)
ايثاكا (بالإنجليزية: Ithaca (town), New York)‏ هي civil township of the United States تقع في الولايات المتحدة في مقاطعة تومبكينز. يقدر عدد سكانها بـ 19,930 نسمة ومساحتها 78.5 كم2 وترتفع عن سطح البحر 118 متر.

## أعلام
- آسيا كيت ديلون
- ألسويرث ستوري
- تشارلز هنري هال
- تشاندلر ديفيس